# イナブの戦い
イナブの戦い（Battle of Inab、1149年6月29日）は、十字軍国家アンティオキア公国及びニザール派の連合軍と、ザンギー朝とブーリー朝の連合軍との間で起こった戦い。この戦いによりアンティオキア公国は君主を失い、イスラーム側の勢力は地中海に達した。

## 背景
第二回十字軍の際の連合によりブーリー朝のムイーヌッディーン・ウヌルとの関係を強めたザンギー朝のヌールッディーン・マフムードは、北シリアでの彼の権威を確固たるものとすべくアンティオキア公国への攻勢に出ていた。いくつかの小競り合いの後、ヌールッディーンはウヌルに援軍を要請し、大規模な攻勢に打って出ることになる。
ヌールッディーンはまずハーリムとアパメアを攻撃してアンティオキア公国に圧力をかけ、その上でイナブの城塞を包囲してレーモンを戦場に引きずりだした。
この戦いにはヌールッディーン率いるザンギー朝軍の他、ウヌルが派遣してきたサルハドのアミール、ムジャーヒドゥッディーン・ブザーン率いるブーリー朝軍も含まれており、騎兵だけで6000を数えた。
一方、アンティオキア公国軍はクルド人アリー・イブン・ワファー率いるニザール派の兵と連合し、歩兵1000、騎士400を揃えてイナブへ急行した。

## 戦闘の経過と結果
6月28日、アンティオキア軍の接近に伴い、ヌールッディーンは一時的に兵を引く。レイモンはヌールッディーンが引いていったのを見て楽観視したらしく、安全な場所まで後退せず平野での野営を選んだ。しかし、ヌールッディーンは実際のところすぐ近くに潜んでおり、敵の数と陣地を把握して夜間に引き返した。
翌29日、夜明けとともに戦闘が始まり、包囲されていた上に奇襲を受け、さらに敵方より寡兵であったアンティオキア公国軍はヌールッディーン軍によって苦もなく打ち破られるところとなる。この戦いによってアンティオキア公レイモン、アリー・イブン・ワファーは共に討ち取られ、アンティオキア公国軍は潰走した（なお、レイモンがシールクーフによって討ち取られたという話が広がっている）。レイモンは首をはねられ、その首は銀の箱につめられてバグダードへ送られたという。
ヌールッディーンはアル＝カッル・ワ・アル＝ファッル（攻撃と逃避）と呼ばれる一種の偽装退却と反転攻勢を得意としており、イナブの戦いはこの戦術を大規模にしたものと見ることができる。

## 影響
ヌールッディーンはこの戦いによってアパメアとハーリムの奪取を確固たるものとし、地中海で水浴びをした。イスラーム側の勢力が地中海に達したことを示したのである。また、君主と領地を失ったアンティオキア公国は、この後のザンギー朝とブーリー朝のダマスカスをめぐる駆け引きに関与することができなくなってしまう（一方、ヌールッディーンはダマスカスへの南進の橋頭堡を得た）。
また、イブン・ワーシルによれば、この戦いでの活躍によってシールクーフはヌールッディーンの信頼を得たという。

## 参考資料
Asbridge, Thomas (2010). The Crusades

Elisseéff, Nikita (1967). Nūr ad-dīn

Ibn al-Qalanisi, H.A.R.Gibb訳 (1932). The Damascus Chronicle of the Crusades